# سفارة الصين في الأرجنتين
سفارة الصين في الأرجنتين هي أرفع تمثيل دبلوماسي لدولة الصين لدى الأرجنتين. تقع السفارة في بوينس آيرس وهي تهدف لتعزيز المصالح الصينية في الأرجنتين.

## وصلات خارجية
- قائمة سفارات الصين
- قائمة السفارات في الأرجنتين